# Bitter (Adelsgeschlecht)

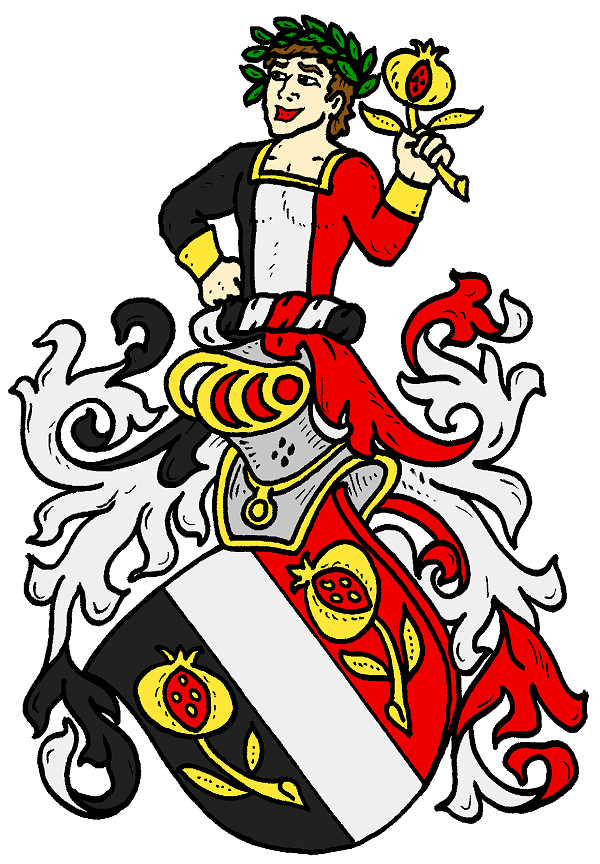
Wappen derer von Bitter

Bitter ist der Name eines deutschen Adelsgeschlechts, dessen direkte Stammreihe mit dem königlich preußischen Kriegskommissar Alexander Bitter (* um 1685; † 14. Oktober 1739 in Tangermünde) beginnt.

## Adelserhebung
Erhebung in den preußischen Adelsstand am 5. März 1880 in Berlin für Rudolf Bitter, königlich preußischer Wirkl. Geh. Rat und Präsident der preußischen Seehandlung.

## Wappen
Von Schwarz, Silber und Rot gespalten, im schwarzen und roten Feld je ein goldener Granatapfel an goldenem Blätterstängel. Auf dem Helm mit rechts schwarz-silbernen und links rot-silbernen Decken ein wachsender lorbeerbekränzter Jüngling in von Schwarz, Silber und Rot gespaltenem Gewand, der die Rechte (Hand) in die Seite stemmt und in der Linken einen der Granatäpfel an seinem Stiel emporhält.

## Namensträger
- Rudolf von Bitter der Ältere (1811–1880), Präsident der preußischen Seehandlung und Mitglied des Herrenhauses
- Rudolf von Bitter der Jüngere (1846–1914), preußischer Kronsyndikus und Mitglied des Herrenhauses
- Rudolf von Bitter (1880–1957), preußischer Landrat des Kreises Hirschberg im Riesengebirge
- Christina von Bitter (* 1965), deutsche Künstlerin